# Manson (kráter)
Manson je impaktní kráter o průměru asi 38 kilometrů, nacházející se nedaleko Mansonu v Iowě. Na povrchu není viditelný, protože ho přikryl ledovcový till. Zbytky kráteru o průměru 38 km leží 20 až 80 metrů pod povrchem.
O zdejší anomálii se vědělo již od počátku 20. století z vrtů studní. Výzkum ale začal až roku 1955, přičemž se předpokládalo, že jde o pozůstatek sopečné činnosti. V roce 1959 Robert Dietz navrhl impaktní původ kráteru. Důkaz toho přinesl roku 1966 Nicholas Short, když dokázal přítomnost šokového křemene.  Další výzkum prováděl v letech 1991 a 1992 United States Geological Survey s cílem zjistit, zda kráter nemůže být spojován s hranicí K-Pg (konec druhohor). Izotopickým argonovým datováním bylo stanoveno stáří kráteru na 73,8 milionu let, což souvislost s hranicí K-Pg o stáří 66,0 m. l. vyloučilo.
Předpokládá se, že kráter způsobil kamenný meteorit o průměru asi 2,4 km. Při dopadu rozrušil nejen paleozoické sedimentární horniny, ale i prekambrické žulové, břidlicové a rulové podloží.